# Schalinskoje
Schalinskoje (russisch Шали́нское) ist ein großes Dorf (selo) in der Region Krasnojarsk in Russland mit 3932 Einwohnern (Stand 14. Oktober 2010).

## Geographie
Der Ort liegt gut 60 km Luftlinie südöstlich des Regionsverwaltungszentrums Krasnojarsk in den nordwestlichen Ausläufern des Ostsajan. Er befindet sich bei der Mündung des linken Zuflusses Schalo in den rechten Jenissei-Nebenfluss Jessaulowka.
Schalinskoje ist Verwaltungszentrum des Rajons Manski sowie Sitz der Landgemeinde (selskoje posselenije) Schalinski selsowet, zu der außerdem die Dörfer Belogorka (10 km östlich), Kubeinka (12 km südwestlich), Sosnowka (9 km südlich), Werchneschalinskoje (14 km westsüdwestlich) und Werchnjaja Jessaulowka (5 km südlich) gehören.

## Geschichte
Das Dorf wurde 1835 von Kosaken gegründet und zunächst nach dem dort mündenden Fluss als Schalo bezeichnet. 1893 wurde Schalo Sitz einer Wolost. Seit 4. April 1924 ist es Verwaltungssitz des nach dem Fluss Mana benannten Rajons. In der Mitte des 20. Jahrhunderts wurde die heutige Namensform offiziell.

## Bevölkerungsentwicklung
| Jahr | Einwohner |
| ---- | --------- |
| 1897 | 1281      |
| 1939 | 2970      |
| 1959 | 3477      |
| 1970 | 4058      |
| 1979 | 4092      |
| 1989 | 5115      |
| 2002 | 4264      |
| 2010 | 3932      |

Anmerkung: Volkszählungsdaten

## Verkehr
Das Dorf liegt an der Regionalstraße 04K-583, die beim knapp 30 km nördlich liegenden Kuskun von der föderalen Fernstraße R255 Baikal (Nowosibirsk – Irkutsk) abzweigt und ins Dorf Narwa an der Mana 35 km südlich von Schalinskoje führt, von dort unter verschiedenen Nummern bis Minussinsk.
Die 04K-583 verläuft auch durch das 12 km nördlich von Schalinskoje gelegene Kamartschaga, wo sich die nächstgelegene Bahnstation bei Streckenkilometer 4180 der Transsibirischen Eisenbahn befindet, die auf diesem Abschnitt 1899 eröffnet wurde und seit 1959 elektrifiziert ist.
Einige Kilometer nördlich des Dorfes befindet sich der kleine unregelmäßig angeflogene Flugplatz Manski (ICAO-Code UNQM).

## Söhne und Töchter des Ortes
- Michail Sacharenko (* 1947), Admiral